# 威里亚迪纳达空军基地
威里亞迪納達空軍基地是印度尼西亞打横縣芝宝良鎮的一座軍用机场。机场内有一条跑道，规格为1200米长，30米宽，可供ATR 72-600飞机起降。